# 131 Dywizja Piechoty (III Rzesza)
131 Dywizja Piechoty (niem. 131. Infanterie-Division) – niemiecka dywizja z czasów II wojny światowej, sformowana na mocy rozkazu z 5 października 1940, w 11. fali mobilizacyjnej na poligonie Bergen w XI Okręgu Wojskowym.

## Struktura organizacyjna
- Struktura organizacyjna w październiku 1940

431., 432.  i 434. pułk piechoty, 131. pułk artylerii, 131. batalion pionierów, 131. oddział rozpoznawczy, 131. oddział przeciwpancerny, 131. oddział łączności, 131. polowy batalion zapasowy;
- Struktura organizacyjna w maju 1943:

431., 432.  i 434. pułk grenadierów, 131. pułk artylerii, 131. batalion pionierów, 131. batalion fizylierów, 131. oddział przeciwpancerny, 131. oddział łączności, 131. polowy batalion zapasowy.

## Dowódcy dywizji
- gen. por. Heinrich Meier – Bürdorf 1 X 1940 – 10 I 1944;
- gen. por. Friedrich Weber 10 I 1944 – 28 X 1944;
- gen. mjr Werner Schulze 28 X 1944 – II 1945.